# Motvallskärring
Motvallskärring är ett uttryck på svenska, vilket lär härstamma från en anekdot som är först känd med namnet Motvalls från 1931.
Motvalls kärring är den som alltid tycker tvärtemot. Herr Motvall och hans fru råkade i livlig dispyt över frågan om man skär eller klipper havre. När hustrun vägrade ge med sig tryckte maken ner henne under vattnet, vilket dock inte fick henne att ge med sig: Det sista livstecknet från hustrun var att med fingrarna simulera en klippande rörelse. Envisheten upphör emellertid inte ens med dödens inträdande, enligt den norska folksaga som får antas ligga till grund för anekdoten om paret Motvall. Frun flyter där iväg mot strömmen och orsakar bekymmer för byns invånare när de ska hitta och bärga hennes döda kropp.
Anekdoten återges av Moa Martinson i hennes roman Mor gifter sig från 1936, i ett avsnitt som utspelar sig i början av 1900-talet:
| ”                           | "Vill du säga, kärng, att de skär havren", sa gubben [Herr Motvalls]. -"Nej, di klipper den", sa gumman. Gubben klantade då henne duktiga tag. "De klipper, de klipper", skrek gumman ändå. Då bar gubben henne till sjön och sänkte henne i vattnet till midjan: "Vill du säga att de skär havren?" -"Di klipper den, di klipper..." Då sänkte han henne till halsen. Hjälpte inte. -"Di klipper", sa gumman. Då sänkte gubben henne hel och hållen, vattnet stod över huvudet [...], men gumman stack upp två fingrar över vattnet och klippte med dem. Då blev gubben så arg att han dränkte henne. | „ |
| – citat från Mor gifter sig | |   |